# Avec Django, ça va saigner
Pour plus de détails, voir Fiche technique et Distribution.
Avec Django, ça va saigner (Quel caldo maledetto giorno di fuoco) est un western spaghetti hispano-italien réalisé par Paolo Bianchini et sorti en 1968,.

## Synopsis
Pendant la guerre de Sécession, Richard Jordan Gatling travaille sur une arme secrète, la mitrailleuse Gatling. Le président américain Abraham Lincoln envoie alors une commission chez Gatling pour inspecter l'arme. Les collaborateurs du gouvernement sont toutefois assassinés pendant la nuit et Gatling est enlevé avec son invention. Seules deux personnes ont survécu au massacre : le commissaire Pinkerton et le capitaine Django Tanner.
Ce dernier est reconnu coupable de meurtre et s'attend à être exécuté par pendaison. Pinkerton est cependant convaincu de l'innocence de Django ; il organise un échange de prisonniers en secret, un autre homme étant introduit dans la cellule de Django. Libéré, Django a maintenant quatre semaines — le délai avant l'exécution — pour sauver Gatling, récupérer la mitrailleuse avant qu'il ne tombe entre les mains des Confédérés et prouver ainsi son innocence.
Ses adversaires sont le brutal semi-indien Tarpas et le nordiste Rykert, également membre de la commission, qui a simulé sa mort. Tous deux veulent livrer Gatling aux Nordistes contre une rançon d'un million de dollars chacun et, indépendamment de cela, livrer son invention aux Sudistes. Django finit par comprendre leur jeu et parvient à arrêter et à vaincre les criminels.

## Fiche technique
- Titre français : Avec Django, ça va saigner[3]
- Titre original italien : Quel caldo maledetto giorno di fuoco[4]
- Titre original espagnol : La ametralladora[5]
- Réalisation : Paolo Bianchini
- Scénario : Paolo Bianchini, Claudio Failoni, Franco Calderoni, José Luis Merino
- Photographie : Francisco Marin Herrada
- Montage : Vincenzo Tomassi (it)
- Musique : Piero Piccioni
- Décors : Carlo Gentili
- Effets spéciaux : Eugenio Ascani
- Maquillage : Lucia La Porta
- Production : Edmondo Amati (it)
- Sociétés de production : Fida Cinematografica (Rome) • Atlantida Films (Madrid)
- Pays de production :  Italie •  Espagne
- Langue originale : italien
- Format : Couleur par Technicolor - 2,35:1 - Son mono - 35 mm
- Durée : 96 minutes
- Genre : Western spaghetti
- Dates de sortie :
  - Italie : 13 décembre 1968
  - Espagne : 2 juin 1969 (Barcelone) ; 3 novembre 1969 (Madrid)
  - France : 19 novembre 1973[3]

## Distribution
- Robert Woods : Django Tanner (Chris Tanner en VO)
- John Ireland : Tarpas
- Ida Galli (sous le nom de « Evelyn Stewart ») : Belle Boyd
- Claudie Lange : Martha Simpson
- Gérard Herter : L'évêque
- Tiziano Cortini (sous le nom de « Lewis Jordan ») : Jonathan Wallace
- Ennio Balbo : Richard Jordan Gatling
- Roberto Camardiel : Alan Curtis
- George Rigaud : Ryckert
- Rada Rassimov : Miss Treble
- Tom Felleghy : Allan Pinkerton
- Furio Meniconi : Jeremiah Grant
- Giovanni Ivan Scratuglia : Un pistolero avec Tarpas
- Ugo Adinolfi
- Corrado Sonni
- Antonio Alonso
- Fernando Bilbao

## Accueil critique
Quentin Tarantino l'a classé 20e dans sa liste des 20 meilleurs westerns spaghetti.